# Razvojni poremećaj
Razvojni poremećaji su poremećaji koji se javljaju u određenom periodu u razvoju djeteta, često usporavajući razvoj. To može uključivati psihološke i fizičke poremećaje.